# Synagoge (Rülzheim)
Die Synagoge in Rülzheim, einer Ortsgemeinde im Landkreis Germersheim in Rheinland-Pfalz, wurde 1832/33 erbaut. Sie befindet sich in der Kuntzengasse 3–5 und ist ein geschütztes Kulturdenkmal.

## Geschichte
In Rülzheim bestand bis zur „Wagner-Bürckel-Aktion“ 1940 eine der größten jüdischen Gemeinden der Südpfalz und die Gemeinde hatte eine Synagoge bereits um 1750 errichtet. 1832/33 ließ die jüdische Gemeinde in Rülzheim eine neue Synagoge durch den bekannten Architekten August von Voit erbauen. Dieser hat auch die Pläne der Synagogen in Herxheim, Ingenheim, Kallstadt, Kirchheimbolanden und Speyer entworfen.

## Architektur
Die Synagoge in Rülzheim ist ein spätklassizistischer Saalbau mit  einem flachen Satteldach. Am Eingang findet sich ein Architrav mit der hebräischen Portalinschrift: Öffnet die Tore, dass einziehe ein gerechtes Volk, welches die Treuer bewahrt (Jesaja 26,2). Die Bildhauer- und Malerarbeiten wurden von der Künstlerfamilie Clausonet aus Landau ausgeführt. Ende des 19. Jahrhunderts wurde das Gebäude durch den Portalvorbau erweitert und innen neu ausgestaltet, wobei Teile der von August von Voit entworfenen Innenausstattung (z. B. Almemor und Toraschrein) entfernt wurden.
Der giebelständig zur Straße hin stehende Putzbau besitzt an der Westfassade eine Vorhalle mit einem großen Rechteckportal mit zweiflügeliger Kassettentür. Über dem Portal ist in einem Dreiecksgiebel ein Oberlicht eingelassen. In diesem Vorbau sind rechts und links des Portals die Treppenhäuser, die zur dreiseitig umlaufenden Frauenempore führten. Das Gesims des Ortgangs an der Westfassade wird von einer aus Ecklisenen aufsteigenden Blende gerahmt. Die Ostfassade besitzt zwei Rundbogenfenster und ein architraviertes Fenster oberhalb der Toranische. Auf den Bankreihen im Betsaal fanden 125 Männer und auf der Empore 75 Frauen Platz.

## Zeit des Nationalsozialismus
Im Rahmen der Novemberpogrome wurde am 10. November 1938 die Synagoge geschändet und die Fenster und Inneneinrichtung zerstört. Alle beweglichen Gegenstände wurden gestohlen oder im Hof verbrannt.

## Heutige Nutzung
Die Synagoge diente nach 1945 als Lager und wurde schließlich 1953 von der katholischen Kirchengemeinde Rülzheim der Jüdischen Kultusgemeinde der Rheinpfalz abgekauft. Nun wurde das Gebäude bis in die 1970er Jahre als Jugendheim genutzt. 1986 wurde die Synagoge unter Denkmalschutz gestellt und 1988 von der politischen Gemeinde erworben. Nach den Renovierungsarbeiten wurde das Gebäude am 13. Juni 1991 als Geschichts- und Begegnungsstätte eröffnet. Die profanierte Synagoge diente fortan als kultureller Veranstaltungsraum für Konzerte, Ausstellungen usw. Im Jahr 2013 wurde das gesamte Gelände in der Ortsmitte einer Neugestaltung unterzogen. Die ehemalige Synagoge ist nun Bestandteil des am 11. Mai 2014 eröffneten Gebäudeensembles „Centrum für Kunst und Kultur“, in dem unter anderem Ausstellungen, Konzerte und Kunstkurse stattfinden.

## Gedenken
Eine Gedenktafel im Innern erinnert an ermordete Juden zur Zeit des Nationalsozialismus.